# تشارلز برايس (سياسي)
تشارلز برايس هو سياسي كندي، ولد في 4 ديسمبر 1888 في كانتربوري في كندا، وتوفي في 23 أكتوبر 1957. حزبياً، نشط في الحزب التقدمي المحافظ في نيو برونزويك ‏. وقد انتخب عضو الجمعية التشريعية لنيو برونزويك ‏.